# Праздничный нянь
«Праздничный нянь» (англ. The Holiday Sitter) — американо-канадская романтическая комедия 2022 года режиссёра Эли Либерт, снятая по сценарию Грега Болдуина, Трэйси Андрин и Джонатана Беннетта. Мировая премьера телефильма состоялась 11 декабря 2022 года. 
Фильм также известен под названием «Праздничные няньки». 

## Сюжет
Приближается Рождество, консультант по инвестициям Сэм собирается провести его на Гавайях. Однако незадолго до отъезда ему звонит его сестра Кэтлин и просит присмотреть за своими детьми, так как она едет с мужем забрать приёмную дочь. Сэм, который не любит детей и семейную жизнь в целом, не в восторге от просьбы сестры, но в конце концов соглашается. Он приезжает, чтобы присматривать за своим племянником Майлзом и племянницей Данией. Кэтлин оставляет ему подробный список того, что делать, но Сэм всё равно пользуется помощью соседа Джейсона, который любит детей и семейную жизнь, хотя сам в данный момент ни с кем не живет. По мере того, как двое мужчин постепенно узнают друг друга, они обнаруживают, что несмотря на разные взгляды на семейную жизнь, чувствуют привязанность друг к другу.

## В ролях
| Джонатан Беннетт    | Сэм Далтон           |
| Джордж Крисса       | Джейсон Де Вито      |
| Челси Хоббс         | Кэтлин Уокер         |
| Эверетт Андрес      | Майлз Уокер          |
| Мила Морган         | Дания Уокер          |
| Мэтью Джеймс Дауден | Нейт Уокер           |
| Габриэль Роуз       | Мэрилин Де Вито      |
| Мэтти Финочио       | Питер Де Вито        |
| Эми Гудмерф         | Элли                 |
| Роберт Уисден       | Фрэнк Далтон         |
| Белла Леонардо      | Арабелла Де Вито     |
| Тодд Мэтьюз         | Доктор Вэнс Де Блейн |
| Рик Добран          | Эдди Де Вито         |
| Энди Рукес          | Том Де Вито          |
| Натан Пэрротт       | Деклан               |